# Nepharinus goudiei
Nepharinus goudiei is een keversoort uit de familie spitshalskevers (Silvanidae). De wetenschappelijke naam van de soort werd in 1904 gepubliceerd door Arthur Mills Lea.